# (35842) 1999 JX59
1999 JX59 (asteroide 35842) é um asteroide da cintura principal. Possui uma excentricidade de 0.10329330 e uma inclinação de 3.98977º.
Este asteroide foi descoberto no dia 10 de maio de 1999 por LINEAR em Socorro.